# Духново
Духново (рос. Духново) — присілок в Опочецькому районі Псковської області Російської Федерації.
Населення становить 240 осіб. Входить до складу муніципального утворення Болгатовська волость.

## Історія
Від 2015 року входить до складу муніципального утворення Болгатовська волость.

## Населення
| 2001 | 2002 | 2010 | 2013 | 2014 | 2015 | 2016 |
| ---- | ---- | ---- | ---- | ---- | ---- | ---- |
| 326  | ↘304 | ↘203 | ↗249 | ↗288 | ↘255 | ↘240 |